# Walk It Talk It
Walk It Talk It è un singolo del gruppo musicale statunitense Migos, pubblicato il 18 marzo 2018 come terzo estratto dal terzo album in studio Culture II.
Il brano, che vede la partecipazione del rapper canadese Drake, ha debuttato al numero 18 e in seguito ha raggiunto la posizione numero 10 nella Billboard Hot 100. La canzone è stata prodotta da OG Parker e Deko.

## Antefatti
La canzone è la sesta traccia del terzo album in studio dei Migos Culture II, pubblicato nel gennaio 2018. È diventata una delle canzoni più popolari dell'album, essendo il terzo singolo ad avere raggiunto una posizione alta nelle classifiche, dopo "Stir Fry", che ha raggiunto il numero otto nella Hot 100, e "MotorSport", che ha raggiunto la posizione numero sei. La pop star americana Britney Spears, ha usato il sample nel remix del suo singolo di successo "I'm A Slave 4 U" durante il suo Piece of Me Tour.

## Video musicale
Il video musicale, diretto da Daps e Quavo, è stato pubblicato nel canale ufficiale dei Migos su YouTube il 18 marzo 2018. Nel video sono presenti i cameo di Jamie Foxx e di Lil Yachty, collega e amico del trio. Nel videoclip, i tre rapper assieme a Drake, si esibiscono in un apparente show chiamato Culture Ride (ispirato a Soul Train), con Jamie Foxx che interpreta il presentatore Ron Delirious (personaggio basato sul reale presentatore del programma Soul Train, Don Cornelius).

## Controversie
Nell'ottobre 2018 il gruppo è stato citato in giudizio dal rapper M.O.S che ha affermato che la canzone è simile alla sua realizzata nel 2007, "Walk it Like I Talk it". L'accusa è stata successivamente respinta.

## Tracce
Testi e musiche di Brian Nash, Howard Simmons, Korey Roberson, Donald B. Jenkins, Montay D. Humphrey, Frederick Douglass Hall, Harbosky Gordon, Grant Decouto, Jerel Nance, Joshua Isaih, Kirsnick K. Ball, Kiari Cephus, Quavious K. Marshall, Aubrey Drake Graham.
1. Walk It Talk It – 4:36

## Formazione
Musicisti
- Migos – voci
- Drake – voce

Produzione
- Durel – produzione, missaggio
- Quavo – missaggio
- Mike Dean – missaggio

## Classifiche

### Classifiche settimanali
| Classifica (2018) | Posizione massima |
| ----------------- | ----------------- |
| Australia         | 55                |
| Belgio (Fiandre)  | 10                |
| Belgio (Vallonia) | 13                |
| Canada            | 14                |
| Repubblica Ceca   | 63                |
| Francia           | 81                |
| Germania          | 94                |
| Ungheria          | 37                |
| Irlanda           | 52                |
| Paesi Bassi       | 93                |
| Nuova Zelanda     | 36                |
| Portogallo        | 35                |
| Slovacchia        | 38                |
| Svezia            | 66                |
| Svizzera          | 41                |
| Regno Unito       | 31                |
| Stati Uniti       | 10                |

### Classifiche di fine anno
| Classifica (2018) | Posizione |
| ----------------- | --------- |
| Canada            | 52        |
| Stati Uniti       | 43        |